# Nati nel 1402
| Questa pagina contiene informazioni ricavate automaticamente dalle voci biografiche con l'ausilio del template Bio e di un bot. L'aggiornamento è periodico e automatico e ricostruisce completamente la pagina. Se manca una persona in questa lista, sei pregato di non aggiungerla, ma accertati piuttosto che la sua voce biografica contenga il template Bio e che i dati anagrafici siano correttamente compilati. Se il template Bio manca, inseriscilo tu stesso o, in alternativa, metti l'avviso {{tmp\|Bio}} che ne segnala la mancanza. Se i dati riportati sono sbagliati, correggi direttamente la voce biografica; le modifiche saranno visibili in questa lista entro pochi giorni. Per chiarimenti vedi il progetto biografie. La lista contiene solo le 15 persone che sono citate nell'enciclopedia e per le quali è stato implementato correttamente il template Bio. Pagina aggiornata al 2 mag 2025. |

- 6 febbraio - Luigi I, langravio d'Assia, nobile tedesco († 1458)
- 12 febbraio - Niccolò Soderini, politico italiano († 1472)
- 18 aprile - Jean de Dunois, generale francese († 1468)
- 28 aprile - Acolmiztli Nezahualcóyotl, poeta († 1472)
- 15 agosto - Humphrey Stafford, I duca di Buckingham, militare inglese († 1460)
- 29 settembre - Ferdinando d'Aviz, principe portoghese († 1443)
- Alfonso di Braganza, nobile († 1460)
- Marco del Buono, pittore e ebanista italiano († 1489)
- Dionigi di Rijkel, monaco cristiano, presbitero e mistico belga († 1471)
- Eleonora di Trastámara, regina († 1445)
- Rinaldo Orsini, condottiero italiano († 1450)
- Guido Papa, giurista francese († 1487)
- Friedrich Reiser, missionario tedesco († 1458)
- Giovanni Romei, nobile e mercante italiano († 1483)
- Bartolomeo Visconti, vescovo cattolico italiano († 1457)